# Gare d’Oyonnax
Gare d'Oyonnax – stacja kolejowa w Oyonnax, w departamencie Ain, w regionie Owernia-Rodan-Alpy, we Francji.
Jest stacją Société nationale des chemins de fer français (SNCF), obsłuiwaną przez pociągi TER Rhône-Alpes i TER Franche-Comté.